# Jacques Ubaghs
Jacques Ubaghs (Hasselt, 22 november 1931 - Stokkem, 11 december 1996) was een Belgisch dirigent, klarinettist en violist. Hij was een kleinzoon van Guillaume Pörteners en was de vader van Michel Ubaghs. 

## Levensloop
Ubaghs ontving zijn eerste muzikale opvoeding (vier jaar oud) van zijn grootvader Guillaume Pörteners (1886 - 1982). In 1940 trad hij als 9-jarige toe tot de Koninklijke Harmonie "St. Cecilia" Stokkem. Ubaghs ging in 1946 studeren aan het Koninklijk Conservatorium Luik te Luik. Hij studeerde harmonieleer bij Jos De Greeve, alsmede bij een Mr. De Guide en Jan Frassen, bij Mevr. Divitta-Delvaux contrapunt. Verschillende van hun werken werden aan Ubaghs opgedragen. Vervolgens studeerde hij directie bij Fernand Quinet, de directeur van het Koninklijk Conservatorium Luik. In 1948, op 17-jarige leeftijd, behaalde hij reeds de 1e prijs in notenleer, in 1949 en 1950 de 1e prijs voor klarinet in 1952 de 1e prijs voor kamermuziek, voor viool en voor klarinet. In 1954 behaalde Ubaghs aan het Luikse Conservatorium de Prix de Virtuosité (gouden medaille) voor klarinet en in 1959 dezelfde hoge onderscheiding voor viool. 
Samen met het Kamerorkest van Luik trad hij als solist op in België, Nederland, Duitsland, Luxemburg, Frankrijk en Spanje. Hij is verder medestichter van het Hasselts Helikonkwartet en sedert 1972 directeur van de Gemeentelijke Muziekschool van Dilsen. Sinds 1959, als opvolger van zijn grootvader Guillaume Pörteners, was hij dirigent van de Koninklijke Harmonie "St. Cecilia" Stokkem en bleef dat tot zijn overlijden in 1996. Zijn opvolger werd zijn zoon Michel Ubaghs.